# مسجد أكرا المركزي
مسجد أكرا المركزي، هو مسجد يقع في مدينة أبوسي أوكاي في أكرا، غانا. 

## التاريخ
شيد المسجد في السبعينيات لتلبية احتياجات المجتمع المسلم في أبوسي أوكاي والمناطق المجاورة مثل سابون زانغو.
يهدف بناء المسجد المركزي في أكرا إلى توفير مكان للعبادة لعدد السكان المسلمين المتزايد في منطقة أبوسي أوكاي. 